# Barry Darsow
Barry Darsow (6 de octubre de 1959) es un luchador profesional estadounidense que es conocido como Smash, miembro del Tag team Demolition, y también como Krusher Kruschev, Repo Man, y The Blacktop Bully. Actualmente trabaja como embajador para la empresa WWE. A lo largo de su carrera trabajó para Jim Crockett Promotions, la World Wrestling Federation (WWF), la World Championship Wrestling (WCW), y varias promociones regionales en los años 1980 y 1990. Entre sus logros, destacan tres reinados como Campeonato en Parejas de la WWF como parte del equipo Demolition y un reinado como Campeón Mundial en Parejas de la NWA como parte de un equipo de Ivan & Nikita Koloff (aunque la NWA no reconoce ningún excampeón de equipo antes de 1992, el campeonato de Darsow se considera parte del linaje del Campeonato Mundial en Parejas de la WCW). También ganó el Campeonato en Parejas de los Estados Unidos de la NWA.

## Vida personal
Darsow asistió a la escuela secundaria en Minneapolis con otros seis futuros luchadores: Curt Hennig, Richard Rood (Rick Rude), Brady Boone, Tom Zenk, John Nord (The Berzerker) y Scott Simpson (Nikita Koloff). También trabajó como gorila con The Road Warriors, Hawk y Animal.

## Carrera

### Inicios
Darsow hizo su debut en Hawái, antes de una corta estancia en Nueva Zelanda. Regresó a Hawái, antes de comenzar la lucha libre en 1983 en Georgia para la Georgia Championship Wrestling antes de trasladarse en 1984 a la Mid-South Wrestling bajo el nombre de Krusher Darsow, un desertor estadounidense que ahora era un simpatizante de la Unión Soviética y un compañero de equipo de Nikolai Volkoff. Cambió su nombre a Crusher Khruschev y luego se convirtió en el primer Campeón Televisivo de la Mid-South al derrotar en un torneo a Terry Taylor en la final el 2 de mayo de 1984, pero perdió ante Taylor el 16 de junio de 1984. Darsow se trasladó a la Florida Championship Wrestling, donde se unió a Jim Neidhart. Ganó el Campeonato en Pareja de los Estados Unidos de Florida el 11 de octubre de 1984 contra Hector Guerrero & Cacao Samoa. Se mantuvieron campeones hasta diciembre de 1984, perdiendo los títulos contra Mark & Jay Youngblood.

### Jim Crockett Promotions (1985-1987)
Krusher se trasladó a la National Wrestling Alliance, trabajando en el territorio de Jim Crockett, Jr. en diciembre de 1984. En la empresa, consiguió el Campeonato Mundial en Parejas de 6 de la NWA con Ivan & Nikita Koloff. Los Koloff ya habían ganado el Campeonato Mundial en Parejas de la NWA e Ivan declaró que cualquier combinación de dos de ellos podrían defender los títulos, invocando la Freebird Rule. Pelearon frente a The Rock 'n' Roll Express (Ricky Morton & Robert Gibson) y The Road Warriors, reteniendo los títulos, pero el 9 de julio de 1985, él e Ivan perdieron los Campeonatos Mundiales en Parejas de la NWA contra the Rock 'N Roll Express.
En Starrcade, Krusher ganó el vacante Campeonato Peso Pesado de la NWA Mid-Atlantic al derrotar a Sam Houston. El 11 de enero de 1986, Krusher quedó gravemente herido de la rodilla en una lucha con Houston en TBS. Perdió el título contra Houston y tuvo que tomar casi seis meses de descanso para recuperarse.
Cuando regresó Krusher, Nikita tuvo un feudo con Magnum T.A. por el Campeonato Peso Pesado de los Estados Unidos de la NWA. El 17 de agosto de 1986, Krusher ayudó a Nikita a ganar el título en la última lucha de una serie de 7 luchas al mantener al árbitro distraído. Después de ayudar a que Nikita derrotara a Magnum, el objetivo de Krusher e Ivan estaba sobre el nuevo Campeonato en Parejas de los Estados Unidos de la NWA, que iba a ser entregado a los ganadores de un torneo. Llegaron a la final, celebrada el 26 de septiembre de 1986 y derrotaron a los "Kansas Jayhawks" (Dutch Mantel & Bobby Jaggers) con la ayuda de Nikita convirtiéndose en los primeros campeones.
En octubre de 1986, Magnum T.A. tuvo un accidente automovilístico que puso fin a su carrera y tras admitir por una sola vez que él respeta a su rival, Nikita dio la espalda a Ivan & Krusher, uniéndose a la pareja de Magnum, Dusty Rhodes. Krusher & Ivan pelearón brevemente con Nikita & Rhodes, pero sobre todo defendierón sus títulos en revanchas contra Mantel & Jaggers. El 9 de diciembre de 1986, perdieron los títulos contra Ron Garvin & Barry Windham. Finalmente un contrato de Darsow hizo que dejara Jim Crockett Promotions.

### World Wrestling Federation (1987–1993)

#### 1987–1990
La siguiente parada de Darsow fue la World Wrestling Federation, donde sustituyó a Randy Colley como Smash en el equipo Demolition, haciendo pareja junto con Ax. Al principio, eran gestionados por Johnny Valiant, pero pronto fue sustituido por Mr. Fuji. Sus feudos iniciales fueron con el equipo de Ken Patera & Billy Jack Haynes y el equipo Strike Force (Tito Santana & Rick Martel).
El 27 de marzo de 1988 en WrestleMania IV, derrotaron al equipo Strike Force para ganar su primer Campeonato en Parejas de la WWF, que tuvieron durante 16 meses. Más tarde, durante un feudo con Powers of Pain (The Barbarian & The Warlord), Mr. Fuji les traicionó, pasando a gestionar al equipo rival. Ante esto, se dio un doble turn (giro) en Survivor Series, donde pasaron a ser face.
Perdieron los Campeonatos en Parejas de la WWF contra Arn Anderson & Tully Blanchard, conocidos como The Brain Busters, el 29 de julio de 1989 en la edición de Saturday Night's Main Event. Recuperaron los títulos el 2 de octubre, pero lo perdieron contra The Colossal Connection (Haku & André el Gigante) el 13 de diciembre. Derrotaron a the Colossal Connection en WrestleMania VI el 1 de abril de 1990 y así se convirtieron en el tercer equipo en ganar tres títulos en la historia de la WWF. El dúo fue acompañado por Crush más tarde en 1990, convirtiéndose en un equipo de 3 personas, invocándose la Freebird Rule de nuevo, dando a Crush el estatus de campeón. Ax comenzó a aparecer en un rol gerencial que iba a llevar finalmente a la eliminación gradual del personaje. Demolition perdió los títulos contra The Hart Foundation (Bret Hart & Jim Neidhart)en SummerSlam.

#### 1991–1993
Después de una pelea con The Legion of Doom, el equipo se disolvió en la primavera de 1991, siendo Crush despedido de la empresa, por lo que Darsow pasó a ser un luchador individual. Su última lucha registrada como Demolition Smash se produjo el 24 de agosto de 1991, consiguiendo la victoria ante Davey Boy Smith.
A finales de 1991, Darsow cambió de gimmick, siendo conocido como Repo Man, un personaje omnipresente, el heel favorito que se deleitaba en recuperar la posesión de artículos tales como coches de la gente cuando estaban a última hora de (o son incapaces de hacer) los pagos. Repo Man llevaba un antifaz negro como el Llanero Solitario y un traje con huellas de neumáticos encima de ellos, y tuvo gestos similares a Frank Gorshin interpretando al enemigo de Batman, Riddler. Siempre llevaba una cuerda de remolque que iba a atar a sus oponentes después de derrotarlos y luego ellos eran asaltados. Poco después de su debut, ayudó a que Ted DiBiase derrotara a Virgil por el Campeonato del Millón de Dólares, lo que condujo a una serie de luchas, contra Virgil.
La pelea más notable de Repo Man fue con The British Bulldog a mediados de 1992, provocado por Repo Man al ahorcar al Bulldog sobre las cuerdas del ring y su cuerda de remolque en un episodio de Wrestling Challenge. Los dos tenían una serie de luchas por show, así como una lucha en el Prime Time Wrestling, en lo cual se vio al Bulldog salir victorioso por completo. Repo Man perdió una lucha con su socio Crush en SummerSlam, aunque nunca se admitió en la televisión que Repo Man era en realidad Smash. Repo Man también tuvo un feudo corto con Randy Savage en enero de 1993, cuando le robó el sombrero de Savage en un episodio de Monday Night Raw. Los dos tuvieron un encuentro la semana siguiente, que ganó Savage. Su última lucha se registró el 28 de marzo de 1993, la cual ganó frente a Typhoon.

### Independent Association of Wrestling (1993)
En marzo de 1993, Darsow dejó la WWF y se unió a la promoción Independent Association of Wrestling (IAW), donde formó equipo con Paul Roma para ganar los Campeonatos en Pareja de la IAW el 4 de febrero de 1993. Los mantuvieron hasta el 24 de julio al perderlos contra Iron Sheik & Brian Costello.

### World Championship Wrestling (1994–1999)
Darsow fue a la WCW en 1994, donde se le veía siempre en la primera fila haciendo ruido soplando un cuerno y reprendiendo a los faces con los que luchó. Luego fue "arrestado" por empujar a Dustin Rhodes. Col. Rob Parker lo rescató y se convirtió en The Blacktop Bully, con Parker como su mánager. Tuvo un feudo con Rhodes, pero fue despedido después de Uncensored, cuando él y Rhodes se dieron al mismo tiempo con palas (que estaba en contra de la política de la WCW de que no hubiera sangre) durante un "King of the Road" (lucha en la parte trasera de un camión en movimiento con superficie plana).
A partir de ahí, se fue a Pro Wrestling America en Minnesota iniciando un feudo con Wahoo McDaniel y Tom Zenk. Después apareció en la AWF, en la promoción de Tito Santana. Tenía a Big Mama, esposa de Jimmy Valiant como su valet. Darsow se mantuvo plegado en la AWF a principios de 1997 y luego desapareció hasta octubre de 1997, cuando regresó a la WCW como luchador bajo su propio nombre, y luego vuelve a envasarse con un nombre artístico en octubre de 1998 como "Stewart Pain", un jugador de golf en pos del nombre de Payne Stewart. A menudo entraba al ring en ropa casual y una gorra de golf como si fuera a jugar golf, y antes de los combates, ofrecía a sus oponentes una victoria si podrían hacer un putt en el ring, a menudo era sólo para atacar a escondidas del oponente. Después el verdadero Stewart murió en un accidente aéreo, sin embargo Darsow se mantuvo con ese personaje, pero pasó a llamarse "Mr. Hole-in-One" Barry Darsow y también "Putting" Barry Darsow. Darsow peleó con "Hacksaw" Jim Duggan y Chris Adams durante este tiempo, por lo general en la WCW Saturday Night. Darsow fue capaz de mantener su persoanlidad artística de golf en la WCW hasta finales de 1999, cuando dejó la compañía.

### Circuito independiente (2000-2017)

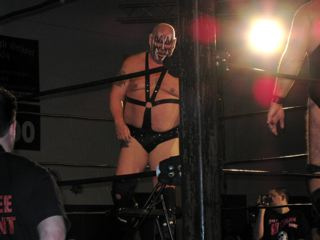
Darsow como Demolition Smash en el show de Jersey All Pro Wrestling en 2009.

Darsow se unió a la promoción WXO dirigida por Ted DiBiase. Tuvo un feudo con Mike Enos hasta doblegarlo poco después del 2001.  Ese mismo año, Darsow hizo una aparición especial en la WWF en el evento WrestleMania X-Seven para un Gimmick Battle Royal como "Repo Man".
La Millennium Wrestling Federation (MWF) ayudó a reunir a Darsow con su pareja de lucha Ax como el equipo Demolition y los dos aparecieron en la Wrestling Living Legend's reuniéndose en Windsor, Ontario, Canadá, en marzo de 2007. En marzo del 2008 en el programa de televisión MWF Ultra, Darsow, como "Demolition Smash" se asoció con el exluchador de WCW, Rick Fuller para derrotar al equipo Ox Baker's Army consiguiendo la victoria en una Lucha de Ataúdes.
En Raw XV, en el especial de la WWE del aniversario 15 de Raw el 10 de diciembre de 2007, un calvo Darsow participó en un Battle Royal como "Repo Man".
Junto a Ax y One Man Gang, compitió en Chikara en el King of the Trios Tournament en 2008, pero fueron eliminados en la segunda ronda por "The Fabulous Three" (Larry Sweeney, Mitch Ryder y Shayne Hawke).
Darsow todavía compite en el circuito independiente hoy en día con su colega y miembro de Demolition, Ax. Actualmente son los campeones en equipo de GLCW y USXW.
El 21 de mayo de 2011, Demolition reapareció en el primer iPPV de Full Impact Pro (FIP), donde lucharon en el Main Event contra Ralph Mosca & Tony DeVito, combate que quedó sin resultado debido a una interferencia.

### Regreso a WWE (2025-presente)
En febrero de 2025, Darsow firmó un contrato de leyenda con la WWE.

## Fuera de la lucha libre y en la cultura popular
Darsow hace un balance de su tiempo entre la lucha libre, sus dos negocios, su familia, y el campo de golf. Es propietario de Added Value Printing, una imprenta especializada con cascos y suministros médicos, y también vende bienes raíces. En diciembre de 2008, su hijo Dakota, firmó un contrato con la WWE. Darsow ha trabajado con la Millennium Wrestling Federation (MWF) para los esfuerzos en las Olimpiadas Especiales. También es buen amigo de Arn Anderson, Barry Horowitz, Bill Irwin, y Brad Rheingans. Y fue un buen amigo de Curt Hennig, Rick Rude, Boone Brady, Dino Bravo, y Brian Adams.
La banda japonesa de Aural Vampire produjo una canción llamada "The Repoman" con el uso de secuencias de video de Darsow y otros luchadores en actuaciones en vivo. En el Ring of Honor el luchador Adam Pearce es a menudo interrumpido por los fanes que le llaman "Repo Man" porque se parece a Darsow. En un combate en 2007, en la grabación de un pago por visión del evento Driven, Pearce enfrentándose contra Takeshi Morishima,  sacó una máscara similar a la de Repo Man de sus medias y se lo puso para el deleite de la multitud.

## Campeonatos y logros
- Championship Wrestling from Florida
  - NWA United States Tag Team Championship (versión Florida) (1 vez) - con Jim Neidhart[5]
- Great Lakes Championship Wrestling
  - GLCW Tag Team Championship (1 vez, actual) - con Ax
- Independent Association of Wrestling
  - IAW Tag Team Championship (1 vez) - con Paul Roma
- Jim Crockett Promotions
  - NWA Mid-Atlantic Heavyweight Championship (1 vez)[7]
  - NWA United States Tag Team Championship (1 vez) con Ivan Koloff
  - NWA World Tag Team Championship (versión Mid-Atlantic) (2 veces) - con Nikita e Ivan Koloff
  - NWA World Six-Man Tag Team Championship (2 veces) - con Ivan y Nikita Koloff
- United States Xtreme Wrestling
  - USXW Tag Team Championship (1 vez, actual) - con Ax
- Mid-South Wrestling Association
  - Mid-South Television Championship (1 vez)
- World Wrestling Federation
  - WWF Tag Team Championship (3 veces) - con Ax[8][10][12]
- Pro Wrestling Illustrated
  - Situado en el Nº230 en los PWI 500 de 1996[20]
  - Situado en el Nº223 en los PWI 500 de 1998[21]
  - Situado en el Nº297 en los PWI 500 de 2003[22]
  - Situado en el N°59 en los PWI 100 Tag Teams de 2003 - con Ax & Crush[23]

1 The Koloffs ganó los títulos en equipo y luego trajo a Darsow (como Krusher Kruschev) y, a través del "Freebird Rule", defendió el título en varias combinaciones.